# Legion Field
Legion Field é um estádio em Birmingham, Alabama, Estados Unidos projetado principalmente para ser usado como um local para a prática de futebol americano, mas é ocasionalmente usado para outros grandes eventos ao ar livre. O estádio tem esse nome em homenagem à Legião Americana, uma organização de veteranos militares. Em seu auge, cabiam 83 091 pessoas sentadas. Hoje, após a remoção do piso superior, o Legião Field assenta aproximadamente 71 594 espectadores.